# ورم ليفي عضلي التهابي
الورم الليفي العضلي الالتهابي هو ورم نادر ينشأ من خلايا الأديم المتوسط التي تشكل الأنسجة الضامة التي تدعم جميع أعضاء وأنسجة الجسم تقريبًا. كان يُطلق على الورم الليفي العضلي الالتهابي سابقًا الورم الكاذب الالتهابي. في الوقت الحالي، يشير الورم الكاذب الالتهابي إلى مجموعة كبيرة وغير متجانسة من أورام الأنسجة الرخوة التي تشمل الورم الليفي العضلي الالتهابي، والورم الحبيبي ذو الخلايا البلازمية، والورم الأصفر الكاذب، والورم الحبيبي المفرد للخلايا الصارية، والساركوما الليفية الالتهابية، وأورام أخرى تتطور من خلايا النسيج الضام. الورم الكاذب الالتهابي هو مصطلح عام ينطبق على آفات الأنسجة الورمية وغير الورمية التي تشترك في سمة مجهرية تتمثل بالخلايا المغزلية ووجود بارز لخلايا الدم البيضاء التي تنتشر في الأنسجة الملتهبة بشكل مزمن أو حاد (أقل شيوعًا).
في البداية، اعتُبر الورم الليفي العضلي الالتهابي ورم حميد يتطور غالبًا في الرئة وأقل شيوعًا في أي جهاز أو نسيج تقريبًا. في بعض حالات الورم الليفي العضلي الالتهابي، ينتشر الورم مع مرور الوقت في الأنسجة القريبة، أو ينتقل إلى الأنسجة البعيدة، أو ينكس بعد العلاج، أو يشمل خلايا ورمية تحوي تشوهات كروموسومية محفزة للخباثة. لذلك، وصفت منظمة الصحة العالمية، اعتبارًا من عام 2013، بالإضافة إلى الأدبيات الحالية، الورم الليفي العضلي الالتهابي بأنه ورم ذو احتمالية متوسطة للتسرطن أو ورم نادر الانبثاث. في عام 2020، أعادت منظمة الصحة العالمية تصنيف الورم الليفي العضلي الالتهابي كورم محدد ضمن فئة أورام الأرومة الليفية وأورام الأرومة الليفية العضلية المتوسطة (نادرة الانبثاث). في جميع الأحوال، يعتبر الورم الليفي العضلي الالتهابي ورمًا نادرًا إذ أُبلغ في عام 2009 عن حدوث 150-200 حالة/سنويًا في الولايات المتحدة. 
تتكون آفات الورم الليفي العضلي الالتهابي عادةً من الخلايا المغزلية الليفية العضلية، وهي خلايا متخصصة طولها أكبر من عرضها، ولها مظهر مجهري يجمع بين مظاهر الخلايا الليفية اليافعة وخلايا العضلات الملساء، وتُشاهد في الأنسجة الطبيعية والأنسجة الورمية على حد سواء، وتُسمى في الأنسجة السليمة خلايا ليفية يافعة. مع ذلك، في بعض حالات الورم الليفي العضلي الالتهابي، تسود الآفات صفائح من الخلايا الشبيهة بالظهارية (والتي قد تكون ذات أشكال مستديرة) مع كمية ثانوية فقط من الخلايا المغزلية. تعتبر الأورام التي تملك هذه الخصائص نوعًا فرعيًا من الورم الليفي العضلي الالتهابي يسمى الساركوما الليفية العضلية الالتهابية الشبيهة بالظهارة.
تحتوي الأورام في الورم الليفي العضلي الالتهابي والساركوما الليفية العضلية الالتهابية الشبيهة بالظهارة على خلايا الدم البيضاء المؤيدة للالتهابات، وفي معظم الحالات، خلايا سرطانية تعبر عن بروتينات اندماجية غير طبيعية (مسرطنة) مثل تلك التي تحتوي على الجزء النشط من إنزيم اللمفوما الكشمية كيناز. لم يتضح ما إذا كان هذا الالتهاب، أو الاضطرابات الجينية، أو كلاهما يساهم في تطور الورم الليفي العضلي الالتهابي، لكن قد تكون الأدوية التي تعيق أنشطة البروتينات الاندماجية التي تنتجها هذه الاضطرابات الجينية مفيدة في علاج المرض. 

## العلاج
توصي العديد من المصادر بعلاج الورم الليفي العضلي الالتهابي الموضعي باستئصال كامل لجميع الأنسجة الورمية. بالمثل، يمكن علاج الورم الموضعي الناكس عبر الاستئصال الكامل. توصي بعض المصادر بإضافة العلاج الإشعاعي أو الكيميائي إلى هذا النظام العلاجي. تُعالج الأورام التي لا يمكن استئصالها، والتي تحدث في مواقع يصعب الوصول إليها، أو الأورام متعددة البؤر، أو الانبثاثية، باستخدام أنظمة علاجية قوية.